# 戸川安悌
戸川 安梯（とがわ やすちか、明和7年（1770年） - 文政7年11月6日（1824年12月25日）は、江戸時代中期から後期の幕臣（旗本）。官位は隠岐守。通称は隼人、のち内蔵助。
先代・安昶の子として生まれ、天明6年（1786年）父の死により家督を相続した。
天明7年（1788年）天明の大飢饉の影響のため、小前百姓層（役目を持たない有力百姓）に対し2月に銀1貫500目を貸出。さらに普請銀の枠で1貫目を貸出（このため、普請に対して1貫目分無償労働となる）した。
同年8月、時を知らせる（時太鼓）制度を始めた。
寛政7年（1795年）義倉を設け、自身も150俵を供出した。
享和年間に豪農の片山新左衛門を士分（武士に準じる立場）に取立て用人格とし、財政再建に尽力させた。
江戸では、小納戸役・小姓・御使番などを務めた。
文政6年（1823年）7月に隠居し、跡目は子の安民が継いだ。
1824年11月6日没。

## 系譜
- 父：戸川安昶
- 母：不詳
- 妻：酒井忠順の娘
  - 男子：戸川安民